# Чонкаев, Гахрыманберды
Гахрыманберды Чонкаев (туркм. Gahrymanberdi Çoňkaýew; 19 октября 1983) — туркменский футболист, нападающий «Шагадама».

## Биография
Родился в одном из близлежащих к Ашхабаду сельских населенных пунктов
Начал играть в футбол в 10-летнем возрасте в группе подготовки команды «Копетдага» у тренера Игоря Сарского. В 1999 году под руководством этого наставника в составе карадамакского «SMM плюс» он стал победителем первой лиги. На следующий год дебютировал в национальной лиге, заняв вместе с этим клубом 6 место среди 11 команд. Однако это был единственный сезон в высшей лиге для команды.
Затем выступал за команду МВД Туркменистана, в 2004 играл за МТТУ.
Три сезона с перерывом играл за «Газчы», в составе которого в впервые стал вице-чемпионом страны.
В 2007 году ходили возможные слухи о продолжении карьеры полузащитника в России, но, тем не менее, Чонкаев остался в составе «Окжетпеса» и отказался ехать в московский «Локомотив».
С 2012 года игрок балканабадского «Балкана». В сентябре 2013 года в составе «Балкана» стал обладателем Кубка президента АФК 2013.
В 2014 году выступал за «Ахал». В марте вместе с клубом завоевал Суперкубок Туркменистана.
С 2015 года игрок туркменбашинского «Шагадама».

### Сборная
Игрок сборной Туркменистана по футболу. Вместе со сборной дважды выходил в финал Кубка вызова АФК.

## Достижения
Командные достижения
- Туркменистан
  - Финалист Кубка вызова АФК: 2010, 2012
- Газчы
  - Серебряный призёр чемпионата Туркменистана: 2005
- Балкан
  - Победитель Кубка президента АФК: 2013
- Ахал
  - Победитель Суперкубка Туркменистана по футболу: 2014

Личные достижения
- - Футболист года в Туркменистане: 2005[7]